# Каняди, Шандор
Шандор Каняди (венг. Kányádi Sándor; 10 мая 1929 — 20 июня 2018, Будапешт) — этнически венгерский поэт и переводчик из региона Трансильвания в Румынии. Лауреат премии имени Кошута. Один из основных создателей современной венгерской детской литературы. 

## Биография
Шандор Каняди родился в Порумбени-Маре (венг. Nagygalambfalva), небольшом венгерском селе в Трансильвании, в семье венгерских фермеров. В возрасте 11 лет потерял мать. Учился в соседнем городе Одорхею-Секуеск (венг. Székelyudvarhely). Переехал в Клуж в 1950 году. До смерти жил между Будапештом и коттеджем в сельской местности.
Окончил Университет Бойяи (до того, как Университет Бойяи был вынужден объединиться с румынским университетом, чтобы сформировать современный университет Бабеша — Бойяи) с квалификацией и степенью учителя венгерского языка и литературы. Преподавателем он так и не стал, посвятив жизнь литературе. Он опубликовал свой первый сборник поэзии в 1955 году, будучи помощником редактора и частым автором нескольких литературных журналов, в том числе стихов в детских журналах, которые до сих пор очень популярны. Его переводы также популярны и включают саксонскую и идишскую народную поэзию, современную румынскую поэзию, а также крупнейших немецких и французских поэтов. Каняди также дал несколько литературных лекций за рубежом в 1960-х и 1970-х годах перед венгерскими общинами в Западной Европе, Скандинавии, Северной Америке и Южной Америке..
Активно участвовал в политических обсуждениях, боролся с угнетением трансильванского венгерского меньшинства. В 1987 году коммунистическое правительство Социалистической Республики Румыния отказало ему в выдаче паспорта для посещения международной конференции поэтов в Роттердаме, что привело к выходу писателя из Союза писателей в знак протеста.

## Произведения

### Поэзия
- Virágzik a cseresznyefa, 1955
- Sirálytánc, 1957
- Kicsi legény, nagy tarisznya, 1961
- Harmat a csillagon, 1964
- Fényes nap, nyári nap, 1964
- Három bárány, 1965
- Kikapcsolódás, 1966
- Függőleges lovak, 1968
- Fából vaskarika, 1969
- Fától fáig, 1970
- A bánatos királylány kútja, 1972
- Szürkület, 1979
- Farkasűző furulya, 1979
- Tavaszi tarisznya, 1982
- Madármarasztaló, 1986
- Küküllő kalendárium, 1988
- Sörény és koponya, 1989
- Valaki jár a fák hegyén, 1997
- Csipkebokor az alkonyatban, Übersetzungen, 1999
- Felemás őszi versek, 2002

### Другое
- Fabol vaskarika (1969)
- Kenyérmadár (1980)
- Meddig er a rigófütty (2005)
- Virágon vett vitéz (2002)
- Világlátott egérke (2011)
- Talpas történetek (2011)

### Переводы на русский
- Избранные стихотворения. — Москва: Радуга, 2004. — 224 с. — ISBN 5-05-005935-6.
- Мышонок, который повидал свет. — Москва: Радуга, 2002. — ISBN 5-05-005486-9.
- Мышонок, повидавший свет. — Москва: КомпасГид, 2013. — ISBN 978-5-905876-64-6.

## Награды
Он получил более 30 наград и наград, в том числе:
- Премия имени Кошута, Будапешт, 1993
- Поэтическая премия Союза румынских писателей
- Премия Гердера, Вена, 1995,

Шандор Каняди имел персональную скамейку в метро Бухареста.